# Jason Maxiell
Jason Dior Maxiell (Chicago, 18 febbraio 1983) è un ex cestista statunitense, che giocava come ala grande.

## Carriera
Dopo aver frequentato a livello liceale la Newman Smith High School di Carrollton (Texas), ed in seguito il college alla University of Cincinnati, è stato scelto nel Draft NBA 2005 al primo giro con il numero 26 dai Detroit Pistons.
Dopo un primo anno in cui è fugacemente apparso nel roster dei Detroit Pistons, per lui 26 partite con soli 159 minuti giocati, ha guadagnato in seguito più spazio. Nella stagione 2006-07 è venuto alla ribalta ed ha sorpreso molti addetti ai lavori per il suo gioco molto fisico vicino a canestro, nonostante l'altezza non sia proprio da gigante, ha sicuramente dato un buon contributo dalla panchina su entrambi i lati del campo.
Ha perso un po' di brillantezza, come d'altronde il resto della squadra, nei play-off, dove i Pistons sono stati rimontati e sconfitti dai Cleveland Cavaliers di LeBron James nella controversa finale della Eastern Conference. Nonostante ciò Maxiell fece due grandi partite in gara-1 e 2, mettendo in mostra il suo incredibile atletismo. L'azione simbolo di queste prestazioni è la palla rubata a LeBron James, con conseguente affondata in contropiede.
Nella stagione 2007-08 è entrato a far parte stabilmente delle rotazioni dei Pistons, migliorando il gioco in post basso e alcuni fondamentali, senza perdere le sue caratteristiche principali, ossia atletismo e difesa. Memorabile una stoppata su Tyson Chandler, centro dei New Orleans Hornets, finita al numero uno delle "blocks of the year". Nei playoffs 2008, al secondo turno, si è fatto notare per l'ottima difesa su Dwight Howard, il centro degli Orlando Magic, considerato da molti l'erede di Shaquille O'Neal.
Il 4 agosto 2017 firmò un contratto con i Detroit Pistons (squadra che lo scelse e in cui giocò per 8 anni) per ritirarsi da giocatore dei Pistons.

## Statistiche

### College
| Anno      | Squadra             | PG  | PT | MP   | TC%  | 3P%  | TL%  | RP  | AP  | PRP | SP  | PP   |
| --------- | ------------------- | --- | -- | ---- | ---- | ---- | ---- | --- | --- | --- | --- | ---- |
| 2001-2002 | Cincinnati Bearcats | 35  | 3  | 20,9 | 55,2 | -    | 58,5 | 6,8 | 0,1 | 0,7 | 1,5 | 8,1  |
| 2002-2003 | Cincinnati Bearcats | 29  | 27 | 30,3 | 44,5 | 0,0  | 67,2 | 6,7 | 0,4 | 0,4 | 1,5 | 11,9 |
| 2003-2004 | Cincinnati Bearcats | 32  | 32 | 28,6 | 50,0 | 0,0  | 68,1 | 6,9 | 1,3 | 0,7 | 2,1 | 13,6 |
| 2004-2005 | Cincinnati Bearcats | 33  | 33 | 31,4 | 54,3 | 40,0 | 64,5 | 7,7 | 0,8 | 1,0 | 2,7 | 15,3 |
| Carriera  | Carriera            | 129 | 95 | 27,6 | 50,7 | 28,6 | 65,3 | 7,0 | 0,7 | 0,7 | 1,9 | 12,1 |

### NBA

#### Regular Season
| Anno      | Squadra           | PG  | PT  | MP   | TC%  | 3P% | TL%  | RP  | AP  | PRP | SP  | PP  |
| --------- | ----------------- | --- | --- | ---- | ---- | --- | ---- | --- | --- | --- | --- | --- |
| 2005-2006 | Detroit Pistons   | 26  | 0   | 6,1  | 42,6 | 0,0 | 33,3 | 1,1 | 0,1 | 0,2 | 0,2 | 2,3 |
| 2006-2007 | Detroit Pistons   | 67  | 8   | 14,1 | 50,0 | 0,0 | 52,6 | 2,8 | 0,2 | 0,4 | 0,9 | 5,0 |
| 2007-2008 | Detroit Pistons   | 82  | 7   | 21,6 | 53,8 | 0,0 | 63,3 | 5,3 | 0,6 | 0,3 | 1,1 | 7,9 |
| 2008-2009 | Detroit Pistons   | 78  | 4   | 18,1 | 57,5 | 0,0 | 53,2 | 4,2 | 0,3 | 0,3 | 0,8 | 5,8 |
| 2009-2010 | Detroit Pistons   | 76  | 29  | 20,4 | 51,1 | 0,0 | 57,4 | 5,3 | 0,5 | 0,5 | 0,5 | 6,8 |
| 2010-2011 | Detroit Pistons   | 57  | 14  | 16,3 | 49,2 | 0,0 | 51,5 | 3,0 | 0,3 | 0,4 | 0,4 | 4,2 |
| 2011-2012 | Detroit Pistons   | 65  | 42  | 22,6 | 47,8 | 0,0 | 54,7 | 5,1 | 0,6 | 0,5 | 0,8 | 6,5 |
| 2012-2013 | Detroit Pistons   | 72  | 71  | 24,8 | 44,6 | 0,0 | 62,1 | 5,7 | 0,8 | 0,4 | 1,3 | 6,9 |
| 2013-2014 | Orlando Magic     | 34  | 13  | 14,4 | 44,8 | 0,0 | 48,4 | 2,5 | 0,3 | 0,2 | 0,6 | 3,2 |
| 2014-2015 | Charlotte Hornets | 61  | 0   | 14,4 | 42,2 | 0,0 | 57,7 | 3,3 | 0,3 | 0,3 | 0,7 | 3,3 |
| Carriera  | Carriera          | 618 | 188 | 18,4 | 49,5 | 0,0 | 56,4 | 4,2 | 0,4 | 0,4 | 0,8 | 5,6 |

#### Play-off
| Anno     | Squadra         | PG | PT | MP   | TC%  | 3P% | TL%  | RP  | AP  | PRP | SP  | PP  |
| -------- | --------------- | -- | -- | ---- | ---- | --- | ---- | --- | --- | --- | --- | --- |
| 2007     | Detroit Pistons | 14 | 0  | 10,4 | 66,7 | 0,0 | 52,2 | 2,4 | 0,1 | 0,3 | 0,6 | 4,0 |
| 2008     | Detroit Pistons | 17 | 6  | 21,8 | 62,5 | 0,0 | 46,9 | 4,0 | 0,9 | 0,9 | 1,3 | 5,6 |
| 2009     | Detroit Pistons | 4  | 0  | 16,0 | 50,0 | 0,0 | 55,6 | 3,3 | 0,5 | 0,3 | 0,3 | 3,8 |
| Carriera | Carriera        | 35 | 6  | 16,6 | 62,6 | 0,0 | 50,0 | 3,3 | 0,6 | 0,6 | 0,9 | 4,7 |